# ガングラン
ガングラン（古フランス語: Guinglain, Guinglan、Giglan、中英語: Gingalain、 Gingelein、Sir Gyngalyn/Gingalin）はアーサー王伝説に登場する円卓の騎士。冒頭では主人公みずからその素性を知らず、つけられた綽名がそのまま『名無しの美丈夫』というのが彼の作品名であり、一種の貴族種追放者である。後に自身の名前とサーガウェインとブランシュマルという妖精（フェー）の息子であることが明かされる。
代表する作品は、ルノー作『名無しの美丈夫』（現代フランス語: Le Bel Inconnu、12世紀末~13世紀初）は、英訳題名『Fair Unknown』が充てられる。中英詩版は『リボー・デコニュ（Libeaus Desconus）』。
『名無しの美丈夫』の梗概は、おおよそ次の通りである：自らの名も素性も名乗れぬ若者が、アーサー王の宮廷を訪れ、唐突に褒美を所望し、その騎士にくわわる。「名無しの美丈夫」の仮称を得るや、そのとき駆け込んできたウェールズの王女/女王の侍女エリーが懇願する、主を救うための「恐ろしい接吻」（古フランス語: Fier Baissier）の冒険（いわばメインクエスト）を承諾し、王女救出に向かう。が、エリーや小人を伴う道中で、いくつもの艱難（いわばサイドクエスト）が待ち受ける。とくに黄金島では、「白い手の乙女」（フランス語: La Pucelle à Blanches Mains）に無理やり結婚をせまる相手「灰色のマルジエ」を倒し、その「乙女」との結婚資格者になる。しかし使命を思い出して置き去りのような形で島を去り、王都スノードンに行き、ウェールズ王女/女王ブロンド・エスメレが蛇竜〔ヴイーヴル〕（≈ワイバーン）に化身された魔法を接吻で解除して冒険を果たす。王女もまた主人公に嫁することを欲する。「白い手の乙女」との再会を果たすも、アーサー王は（美丈夫を王女と娶せて、配下の騎士として手元におきたい腹づもりで）、美丈夫を馬上槍試合に召喚する。最愛の乙女に送り出された美丈夫は、これを失恋と決別と受け止め、縁談のブロンド・エスメレ姫と結婚する。
中英語版でも主人公は、黄金島に立ち寄り、「愛の淑女」（またはアモール婦人）[仮訳名]を助けているので、近年の解説のように恋愛交友があったとも推量できるが、19世紀の解説では、中英語版の主人公は迷わず一途であり、人面の蛇竜の姿から「接吻」で救った「スノードンの婦人」とすんなり結婚を決めた、としている。
同じくゴーヴァンの息子を題材とした後年の古フランス語詩『ボードゥー』（「穏やかな美丈夫」）の題名主人公はオノレ（フランス語: Honorée）という剣を帯びる。中世イタリア語やドイツ語の類話も存在し、また近世フランス語の散文翻案もある。

## 登場作品

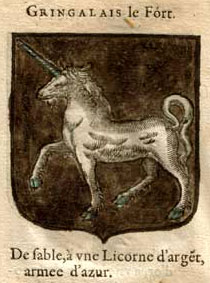
伝・グランガレ（Gringalais）、二つ名は「強き者（ル・フォール）」という名の騎士の紋章（を参照）

フランスでは、ルノー・ド・ボージューの『名無しの美丈夫』（Le Bel Inconnu、略称BI、12世紀末～13世紀初、6266行）であり。原典の古フランス語読みではLi Biaus Descouneüsであるが、英訳題名（主人公名）"Fair Unknown"が充てられる。この作品は、唯一、
シャンティイ城付設図書館/コンデ美術館蔵472番写本に伝存する。
英語版では、中英詩『リボー・デコニュ(Libeaus Desconus）』（略称LD、14世紀、2232行）に翻案されておりトマス・チェスターの作とみなされる。さらには中世の類話作品にイタリア版『Carduino』（略称Car.）、ドイツ版『ヴィーガーロイス』（略称Wir.）がある。比較分析されている四作品（BI, LD, Car., Wig.）には（差異の部分も）があるが、おおよそにおいて粗筋は一致する。
またロベール・ド・ブロワが『ボードゥー』（Beaudoux、「穏やかな美丈夫」13世紀後半）の題名で著した作品もゴーヴァンの息子が主人公であるが、必ずしも『名無しの美丈夫』の類話扱いとはされず、先行作品と類似したエピソードがみとめられる作品という位置づけで解説されている。
古フランス語の『グリグロワ』（Gliglois、13世紀成立）も、名前は似ているが、＜名無しの美丈夫＞伝説に充てる仮説は、その後においては懐疑的にかえりみられている。

### 原点やサイクル
19世紀から20世紀にかけて、研究者の大半は、ルノー作『名無しの美丈夫』や中英語版の元になった古フランス語の「原作品」が存在するとみていた。この見解は、ガストン・パリス、アルベルト・メンヌング（Mennung）、W・H・スコフィールド、エマニュエル・フィリポ（Philipot）らが支持、一方、マックス・カルーザは支持しなかった。しかし近年のアーサー王文学の参考書では、反対意見に賛同しており、中英語版『リボー・デコニュ』も結局はルノーを基盤とした翻案に過ぎないとする、ただし、 トマス・チェスター作の中英詩は、複数のネタ本から内容を得ている可能性があるとする。
ジェシー・L・ウェストン（1897年）が用いた「名無しの美丈夫サイクル」（英語: Fair Unknown cycle）は、単に「名無しの美丈夫」の類話の仏・英・伊・独版を総じて指しているが、それ以前にこれらを4作品を比較分析したスコフィールドの研究があり、それらではパーシヴァル卿（ペルスヴァル）伝説よりの起源・分離説を提唱しているが、これは演繹的・飛躍的ではないかと否定の意見がみえる。
また、ペルスヴァルのみでなく、マロリーにおけるガウェインの弟ガレス卿（つまりガングランの叔父）の物語との類似性は何遍にもわたり指摘されている。
ルノー作『名無しの美丈夫』が『エレックとエニード』から借用したというメンヌングの指摘は、その後スコフィールドがつぶさに解析して有効性を示し、その見解は近年の学界でも認められている。
「ラ・コート・マル・タイユ」（寸法が合わないコート）との類似性もみられる。
渡邉浩司は、ルノー作『名無しの美丈夫』を、聖杯探求を伴わない物語群として《ゴーヴァン・サイクル》のサイクルに分類する。

## 梗概と比較
『名無しの美丈夫』の梗概は、渡邉浩司が2006年論文で発表している。
中世の類話には中英語版『Libeaus desconus』（LD）、イタリア版『カルドゥイノ』（Car.）、『ヴィーガーロイス』があり、四言語の類話ロマンスにおいてあらすじはおおよそ共通しているが、それらの比較分析にみられるように、差異の部分は少なからずあり、いずれもどこか他の作品から借用可能なモチーフ展開を使って肉付けしている。
『名無しの美丈夫』（6266行）に比べ、中英語版（2232行）は、単純な行数比較で１/３程の長さである。19世紀の学者の数名は（W・H・スコフィールド等）、中英語版に近い簡素なフランス語祖本が存在し、ルノーはこれに多量の改変や脚色を加えたものだとする。しかし近年の参考書には真逆な意見を述べており、これによれば中英語版はやはりルノーの作品の翻案であり、あるいは複数の原本を素材に用いたのであろう、とも推察されている。

### 素性の秘密
『名無しの美丈夫』では、アーサーの宮廷（カイルレオン）に、出自も自分の名も知らぬ青年が訪れる。読者もそれを知らされない。この隠された素性というのは、中世文学によくみられる「謎」の技巧の一例である。このフランス版の物語では、主人公の「ガングラン」という名前や出自は、『名無しの美丈夫』は作品の中盤まで言及されないが、このじらしは、「接吻」冒険達成のドラマ効果を引きあげる狙いゆえ、とされる（参照： § 出自の啓示）。
ところが中英語版ではいきなり冒頭で、主人公の名（Gingelein）と、ガウェイン卿の息子であることが（読者には）暴露されてしまう。これは「青少年期（youth, enfance ）」の段などと称されているが、中英語版が祖本に近いと見解する学者かるすれば、ルノーが意図的に冒頭から削除した情報と解されている。母親は、（フランス版と同じく）容貌うるわしい我が子を"美しい息子"（Beaufis）と呼んでいたが、ガングランは森で少年の騎士に出会ってしまうと、自分も騎士になることを望みだす。
ちなみに主人公が向かうアーサーの宮廷の場所は、言語版により異なる。中英語版ではグラストンベリーであり
、イタリア版ではキャメロット、ドイツ版では Karidôl (カーライル)である。

### 騎士叙勲と冒険拝命
青年は、アーサー王にいきなり内容不明「褒美」を所望し、快諾される。王は名を聞きに人を遣わすが、知らないと返答され、「名無しの美丈夫」というあだ名を授けられる。まもなくガル（ウェールズ）から"姫君の侍女エリー"が駆け込み、主（あるじ）たるウェールズ王女/女王救助のための「恐ろしい接吻」の冒険を依頼する。他の騎士がしり込みするなか、「美丈夫」が約された「褒美」として救助使命の拝命を要求する。アーサー王は危ぶんで最初は渋るが、美丈夫を騎士に叙勲し、拝命を許す。エリーは"最高ならず最低"の騎士を押し付けられた、と不満である。中英語版でも、使者のエレインが、児童をよこしたと憤慨する。

### 道草道中
名無しの美丈夫は、不満たらたらなエリー、その連れの小人と、宮廷よりあてがわれた盾持ち（従士）のロベールを伴い、旅路に出るが、実績のなかったこの騎士は、途中で数々の冒険、ないし敵との遭遇を経験する。
最初の対決は、《危険な渡瀬》（Gue Perilleus）を守るブリオブリーエリス（仮表記、Blioblïeris）だったが、その者を降すと、今度はその仲間2名（3名）に挑まれた。
『名無しの美丈夫』では、助太刀する仲間が「サレブラントのウィリアム」（英語読み）であったが、中英語版『Libeaus desconus』では、「サレブランシュのウィリアム」（William of Salebraunche）という騎士が「危険の谷/橋」を見下ろす「冒険の城/礼拝堂」で待ち受けるのが初戦となる。

### 黄金島の白い手の乙女
道中での数ある副次的な冒険のうち、特筆すべきは黄金島の白い手の乙女の救済である。この黄金島の女主人は、望まぬ相手である「灰色のマルジエ」との結婚が、期限のせまるある条件下で成立する手はずになっていた。番人を務めあげ、7年間のあいだすべての挑戦者を退ければその者と嫁ぐ約束で、残りあと2年であった。美丈夫は尋常な勝負でマルジエを撃ち滅ぼし、白い手の乙女の王国の所有と、彼女との婚姻の権利を手にした。形式の身でなく、このときは相思相愛の仲になっていた
名無しの美丈夫は、この黄金島にいささか長居してしまう（武芸を忘れて女性にかまける行為は、文学評論ではrecreantise「惰弱」と呼ばれる)が、主冒険（メインクエスト）を思い出すや、礼儀をわきまえず唐突に（非騎士道的に）彼女の元を去り、ウェールズの姫の救助に向かう。
「白い手の乙女」は「白い手の淑女」（古フランス語: Demoiselles as Blances Mains）とも一か所では表記されるが、魔法の使い手であるため解説者から「妖精〔フェー/フェアリー〕」とも呼ばれている。
。
メインクエストを終えたのち、白い手の乙女との再会し、突然辞去した非礼を詫びる機会が得られるが、その際に彼女は魔法を使って美丈夫の冒険や出自の知得を支援していたことを明かす。
英語版では黄金島の主は「愛の婦人」（仮訳名。中英語: Dame Amoure/dame d'amour)と称す

### 蛇竜と交わす接吻
さてウェールズに到達した美丈夫は、その主冒険〔メインクエスト〕である「恐ろしい接吻」（古フランス語: Fier Baissier）を果たす。「恐ろしい接吻」の試練とはすなわち、悪玉の魔法使いによって蛇の姿に変えられたウェールズの姫を、元通りにするためにキスをしなければならないという、童話定番のモチーフであるが、正確を期すならばキスを与えるというよりも、近づいた蛇竜〔ヴイーヴル〕（≈ワイバーン）（火焔を吐く怪物）からキスを受けたのである。中英語版（やイタリア版の第2歌）でも、接吻による蛇女の解呪がおこなわれる。
『名無しの美丈夫』の主冒険の相手であるウェールズ姫は、人間に戻るとブロンド・エスメレを名乗り、その名前が初めて明かされる。すでにグラングラス王の娘とは明かされていたが、王女と言うより、じつはウェールズの女王（roïne）の位にあり、ここ王都スノードンに座する君主であると名乗る。
中英詩では、「スノードンの女王/貴婦人」（Queen of Sinadoune/Lady of Synadowne） がこれに相当するQueen of Sinadoune (var. Lady of Synadowne),。女性の顔をした有翼の蛇竜〔ワーム〕の姿に変えられていたが、リボー・デコニュに接近して接吻した。イタリア版『カルドゥイノ』第2歌でも、鎖につながれた蛇（イタリア語: serpe）との接吻で、ベアトリチェ（Beatrice）が解放される。
女王を蛇の姿に変えて捕らえていた悪玉魔法使いたちの名も、おおよそ合致している。フランス語版では兄がマボン（古フランス語: Mabons）で弟が「残酷な[騎士]エヴラン」（Evrains li Fier）である。中英語版での、悪者の名前も同様である（Mabon, Irain） 。

#### 出自の啓示
上述で暗喩したように、「名無しの美丈夫」がその名を知るのはこの中盤で、主冒険「恐ろしい接吻」を果たした直後に、頭の中に声が流れ込み、ガングランと言う洗礼名や、父親がガウェイン卿、母親が妖精ブランシュマルであることを明かす。この箇所では主人公は「神よ」と問いかけているので （神の啓示と思い込まされるが）、魔女でもある「白い手の乙女」は、のちに再会した時に、その声や啓示は自分がなす技だったと明かす.。
おおよそ似たような場面がドイツ版『ヴィーガーロイス』にみつかる、という指摘がある 。そちらでは主人公が竜退治（魔法使いと無関係）したのち、気絶している間に身ぐるみ剥がされており、混乱して居場所がわからない精神状態だが、とりあえず自分の母親がシュリア女王フロリエ（Floriê）で父親がガーウェイン（Gâwein）と思い出すことができるシーンである。ただしこれは既に知っている情報を諳んじたにすぎず、出自の啓示が起きた訳ではない 。

### 美丈夫の結婚
名無しの美丈夫に助けられたウェールズの姫も、自分との婚姻を願っている。しかし美丈夫は既に「白い手の乙女」とも許嫁な関係であり、心情からすれば後者が本命の恋愛対象なので、葛藤が生じる。
そして美丈夫が「白い手の乙女」と再会を果たしている最中に、アーサー王は、彼を宮廷におびき寄せるため馬上槍試合（トーナメント）を開催することにし、さらに彼をウェールズの女王となったエスメレと結婚させようと考えた。「白い手の乙女」は、けなげにも支援をつづけ、彼が試合に参加できるよう、魔法の力で馬と従者、鎧などを輸送するのであった。しかし、この行為を決別と恋愛の断絶のしるしと受け止めたガングランは意中の人との愛をあきらめ、王の勧めるエスメレとの結婚を受託する。

#### 愛情のもつれ
二人の女性に愛された「名無しの美丈夫」だが、フランス版では上述したように、エスメレへの好意は薄く、「白い手の乙女」への愛が本気であった。結果的には失恋のエンディングである。読者層が、ハッピーエンドを期待したことは、作者も知っていたが、締めくくりの部分であえて挑発的にその事に触れている。すなわち、本作品は、「某女性」への愛が為に作詩した者であったが（冒頭文）、そのひとから「好意のまなざし(bel sanblant)」をついに受けられなかった作者は、ガングランにも失意の定めを与えたというのである（もし自分の愛がかなったなら、主人公の結末も好転したのだという）。このような"いけずなエンディング naughty ending"は、現代の評論家らを残念がらせ、なかには真剣な恋のテーマを悪ふざけした、憤る解説者もいるという。
中英語の「リボー・デコニュ」の人物の方は、19世紀の解説者によれば、自分が蛇の姿から解呪した女性に一途であり、意中の女性は他にいないのと断じている。だが近年の事典によれば、トマス・チェスター作のこの作品では、主人公が黄金島の「愛の婦人」と長く連日、武芸の功と恋愛関係の交友する「惰弱」（recreantise）に興じていたではないか、としている。

## その他
ブロワ作品では、オノレ（フランス語: Honorée）という剣を獲得する。
近世では修道士クロード・プラタン（Fr. Claude Platin）による散文体の翻案『Hystoire de Giglan et de Geoffroy de Maience』（1530年）がり、プロヴァンス語の作品にある（円卓）騎士ジョフレの物語と結合されている。
ガングランはマロリーの『アーサー王の死』にも登場する。ただし、ル・ベル・アンコニュとしても冒険は収録されておらず、ほとんどさしたる活躍もない。端的に言えば、名前だけ登場すると言っても過言ではない。最終的に、叔父のモードレッド卿、アグラヴェイン卿とともに王妃グィネヴィアがランスロット卿と不倫関係にあることを調査しようとしたところ、証拠をもみ消そうとしたランスロット卿により殺害されてしまった。なお、ランスロット卿が1人だったのに対し、ガングラン達は13人もいたのに、モードレッド卿を除く全員が十把一絡げに全員殺されてしまい、モブ以上の活躍はしていない。

## 紋章
名無しの美丈夫の紋章は、作中では青地（フィールド・ アジュール）にアーミン柄のライオン ということになっており、これは作者が自分のボージュー家（バージェ家、Beaujeu/Bâgé）の紋章をそのまま流用したものだと指摘されている。